# تونگ فی
تونگ فی (به انگلیسی: Tong Fei) ژیمناست زادهٔ ۲۵ مارس ۱۹۶۱ میلادی اهل کشور چین است.